# Сирм
Сирм (грч. Συρμος) је био трибалски краљ, који је владао Тракијом током 4. века п. н. е..

## Биографија
Као резултат победе македонског краља Филипа II 339. п. н. е. над скитским владаром Атејем Македонци су заробили велики број скитских жена и деце. Трибали нису дозволили Филиповој војсци, отежаној, да прође кроз њихове земље без откупнине. Краљ је, одбивши да то учини, ушао у битку, али у бици која се разбуктала био је тешко рањен. Искористивши конфузију међу Македонцима као резултат овога, племена су успела да поврате свој живи плен.
Године 336. п. н. е. након Филипове смрти, многа претходно смирена варварска племена изашла су против његовог наследника Александра. Александар није могао да остави отворене границе Македоније уочи планираног источног похода, па је кренуо на север.
После победе над „независним Трачанима” у близини планина Хема, Македонци су око 335—334. п. н. е. су ушли у земљу племена. На реци Лигин, Александар им је нанео одлучујући пораз, напавши их када нису очекивали напад. У исто време, три хиљаде трибала остало је мртво на бојном пољу. Према Аријану, Македонци су изгубили само неколико десетина људи.
Сирм је са својим блиским сарадницима и породицом побегао на острво Певка, смештено у делти реке Истре. Македонци нису могли тамо да се искрцају због брзе струје и недостатка бродова послатих у помоћ из Византије, као и жестоког отпора. Међутим, тада је Александар прешао реку и, напавши гетска племена која су прискочила у помоћ, потпуно поразио њихову војску, након чега је заузео и дао град гета својим војницима у пљачку. Сирм је, сазнавши за ово, послао амбасадоре Александру и понизно затражио пријатељство и савезништво.
Неки сматрају Сирма оснивачем града Сирмијума (данашња Сремска Митровица), а неки да је по њему само добио име, као и сав, Срем.